# 대칭 모노이드 범주
범주론에서 대칭 모노이드 범주(對稱monoid範疇, 영어: symmetric monoidal category)는 동형 사상 아래 결합 법칙과 교환 법칙이 성립하고, 동형 사상 아래 항등원이 존재하는 이항 연산을 갖는 범주이다. (교환 법칙이 성립하지 못할 수 있는) 모노이드 범주의 개념의 특수한 경우이다.

## 정의
다음과 같은 데이터가 주어졌다고 하자.
- 모노이드 범주 {\displaystyle ({\mathcal {C}},\otimes ,I,\alpha ,\lambda ,\rho )}
- 함자 {\displaystyle \otimes \colon {\mathcal {C}}\times {\mathcal {C}}\to {\mathcal {C}},\;(X,Y)\mapsto X\otimes Y}, {\displaystyle \otimes \circ \sigma _{{\mathcal {C}},{\mathcal {C}}}\colon {\mathcal {C}}\times {\mathcal {C}}\to {\mathcal {C}},\;(X,Y)\mapsto Y\otimes X} 사이의 자연 동형 {\displaystyle \sigma \colon \otimes \Rightarrow \otimes \circ \sigma _{{\mathcal {C}},{\mathcal {C}}}}. 여기서 {\displaystyle \sigma _{{\mathcal {C}},{\mathcal {C}}}\colon {\mathcal {C}}\times {\mathcal {C}}\to {\mathcal {C}}\times {\mathcal {C}}}, {\displaystyle (X,Y)\mapsto (Y,X)}는 곱범주 위의 표준적인 자연 동형이다.

이 데이터에 대하여 다음 조건들을 생각하자.
- (결합자와의 호환) 임의의 대상 {\displaystyle X,Y,Z\in {\mathcal {C}}}에 대하여, {\displaystyle \alpha _{Y,Z,X}\circ \sigma _{X,Y\otimes Z}\circ \alpha _{X,Y,Z}=(\operatorname {id} _{Y}\otimes \sigma _{X,Z})\circ \alpha _{Y,X,Z}\circ (\sigma _{X,Y}\otimes \operatorname {id} _{Z})}. 즉, 다음 그림은 가환 그림이다.
{\displaystyle {\begin{matrix}(X\otimes Y)\otimes Z&{\xrightarrow {\sigma }}&(Y\otimes X)\otimes Z\\{\scriptstyle \alpha }\downarrow &&\downarrow \scriptstyle \alpha \\X\otimes (Y\otimes Z)&&Y\otimes (X\otimes Z)\\{\scriptstyle \sigma }\downarrow &&\downarrow \scriptstyle \sigma \\(Y\otimes Z)\otimes X&{\xrightarrow[{\alpha }]{}}&Y\otimes (Z\otimes X)\\\end{matrix}}}
- (결합자의 역원과의 호환) 임의의 대상 {\displaystyle X,Y,Z\in {\mathcal {C}}}에 대하여, {\displaystyle \alpha _{Z,X,Y}^{-1}\circ \sigma _{X\otimes Y,Z}\circ \alpha _{X,Y,Z}^{-1}=(\sigma _{X,Z}\otimes \operatorname {id} _{Y})\circ \alpha _{X,Z,Y}^{-1}\circ (\operatorname {id} _{X}\otimes \sigma _{Y,Z})}. 즉, 다음 그림은 가환 그림이다.
{\displaystyle {\begin{matrix}X\otimes (Y\otimes Z)&{\xrightarrow {\sigma }}&X\otimes (Z\otimes Y)\\{\scriptstyle \alpha ^{-1}}\downarrow &&\downarrow \scriptstyle \alpha ^{-1}\\(X\otimes Y)\otimes Z&&(X\otimes Z)\otimes Y\\{\scriptstyle \sigma }\downarrow &&\downarrow \scriptstyle \sigma \\Z\otimes (X\otimes Y)&{\xrightarrow[{\alpha ^{-1}}]{}}&(Z\otimes X)\otimes Y\\\end{matrix}}}
- (멱등성) 임의의 대상 {\displaystyle X,Y\in {\mathcal {C}}}에 대하여, {\displaystyle \operatorname {id} _{X\otimes Y}=\sigma _{Y,X}\circ \sigma _{X,Y}}. 즉, 다음 그림은 가환 그림이다.
{\displaystyle {\begin{matrix}X\otimes Y&{\xrightarrow {\sigma }}&Y\otimes X\\\|&\swarrow \scriptstyle \sigma \\X\otimes Y\end{matrix}}}

이 데이터가 (결합자와의 호환) 그림 및 (결합자의 역원과의 호환) 그림을 가환 그림으로 만든다면, 꼬임 모노이드 범주(영어: braided monoidal category)라고 한다. 이 데이터가 (결합자와의 호환) 그림 및 (멱등성) 그림을 가환 그림으로 만든다면, 이를 대칭 모노이드 범주(對稱monoid範疇, 영어: symmetric monoidal category)라고 한다. (결합자와의 호환) 및 (멱등성)이 성립한다면 (결합자의 역원과의 호환) 역시 자동적으로 성립한다. 즉, 모든 대칭 모노이드 범주는 꼬임 모노이드 범주이다.

### 대칭 모노이드 함자
두 꼬임 모노이드 범주
{\displaystyle ({\mathcal {C}},\otimes ,I,\alpha ,\lambda ,\rho ,\sigma )}
{\displaystyle ({\mathcal {C}}',\otimes ',I',\alpha ',\lambda ',\rho ',\sigma ')}
사이의 꼬임 모노이드 함자(영어: braided monoidal functor)는 다음 조건을 만족시키는 모노이드 함자
{\displaystyle (F\colon {\mathcal {C}}\to {\mathcal {C}}',\xi \colon F(-)\otimes F(-)\Rightarrow F(-\otimes -),\xi _{0}\colon I'\to F(I))}
이다.
- (꼬임과의 호환) 임의의 대상 {\displaystyle X,Y\in {\mathcal {C}}}에 대하여, {\displaystyle F(\sigma _{X,Y})\circ \xi _{X,Y}=\xi _{Y,X}\circ \sigma '_{F(X),F(Y)}}. 즉, 다음 그림이 가환한다.
{\displaystyle {\begin{matrix}F(X)\otimes 'F(Y)&\xrightarrow {\sigma '} &F(Y)\otimes 'F(X)\\{\scriptstyle \xi }\downarrow &&\downarrow {\scriptstyle \xi }\\F(X\otimes Y)&\xrightarrow {F\sigma } &F(Y\otimes X)\end{matrix}}}

두 대칭 모노이드 범주 사이의 대칭 모노이드 함자(영어: symmetric monoidal functor)는 단순히 둘 사이의 꼬임 모노이드 함자이다.
두 꼬임·대칭 모노이드 범주 사이의 두 꼬임·대칭 모노이드 함자 사이의 꼬임·대칭 모노이드 자연 변환(영어: braided/symmetric monoidal functor)은 단순히 둘 사이의 모노이드 자연 변환이다.

## 성질
모든 꼬임 모노이드 범주는 다음 조건을 자동적으로 만족시킨다.
- (항등원과의 호환) 임의의 대상 {\displaystyle X\in {\mathcal {C}}}에 대하여, {\displaystyle \rho _{X}=\lambda _{X}\circ \sigma _{X,I}}. 즉, 다음 그림이 가환한다.
{\displaystyle {\begin{matrix}X\otimes I&{\xrightarrow {\sigma }}&I\otimes X\\{\scriptstyle \rho }\downarrow &\swarrow \scriptstyle \lambda \\X\end{matrix}}}

### 대칭 구조가 유일할 조건
주어진 모노이드 범주 위의 대칭 구조는 존재하지 않을 수 있으며, 유일하지 않을 수 있다.
만약 {\displaystyle ({\mathcal {C}},\otimes ,I)}가 국소적으로 작은 닫힌 모노이드 범주이며, 표현 가능 함자 {\displaystyle \hom _{\mathcal {C}}(I,-)\colon {\mathcal {C}}\to \operatorname {Set} }가 충실한 함자라면, {\displaystyle ({\mathcal {C}},\otimes ,I)} 위의 대칭 구조는 (만약 존재한다면) 유일하다.:536, Proposition III.6.1:12, §1.4

## 예
(끝 대상을 포함한) 유한 곱이 존재하는 범주는 곱을 통해 대칭 모노이드 범주를 이룬다. 이러한 대칭 모노이드 범주를 데카르트 모노이드 범주(영어: Cartesian monoidal category)라고 한다. 마찬가지로, (시작 대상을 포함한) 유한 쌍대곱이 존재하는 범주는 쌍대곱을 통해 대칭 모노이드 범주를 이루며, 이러한 대칭 모노이드 범주를 쌍대 데카르트 모노이드 범주(영어: co-Cartesian monoidal category)라고 한다.

## 역사
손더스 매클레인이 1963년에 모노이드 범주 및 대칭 모노이드 범주의 개념을 정의하였다.
꼬임 모노이드 범주는 앙드레 주아요(프랑스어: André Joyal, 1943~)와 로스 하워드 스트리트(영어: Ross Howard Street)가 도입하였다.

## 참고 문헌
1. ↑  Kelly, Gregory Maxwell (1964년 12월). “On MacLane’s conditions for coherence of natural associativities, commutativities, etc.”. 《Journal of Algebra》 (영어) 1 (4): 397–402. doi:10.1016/0021-8693(64)90018-3. ISSN 0021-8693.
2. ↑  Eilenberg, Samuel; Kelly, G. Max (1966).  라호이아, 1965년에서 작성. 《Closed categories》. Proceedings of the Conference on Categorical Algebra (영어). 뉴욕: Springer-Verlag. 421~562쪽. doi:10.1007/978-3-642-99902-4_22. ISBN 978-3-642-99904-8. MR 0225841. Zbl 0192.10604.
3. ↑  Kelly, Gregory Maxwell (2005). “Basic concepts of enriched category theory”. 《Reprints in Theory and Applications of Categories》 (영어) 1982년판 재판 (No. 10 (2005)): 1~136. MR 2177301. Zbl 1086.18001.
4. ↑  Mac Lane, Saunders (1963). “Natural associativity and commutativity”. 《Rice University Studies》 (영어) 49 (4): 28–46. ISSN 0035-4996. Zbl 0244.18008.
5. ↑  Joyal, André; Street, Ross (1986년 11월). 《Braided monoidal categories》 (PDF). Macquarie Mathematics Reports (영어). 860081. 매쿼리 대학교.
6. ↑  Joyal, André; Street, Ross (1993년 11월). “Braided tensor categories”. 《Advances in Mathematics》 (영어) 102 (1): 20–78. doi:10.1006/aima.1993.1055. ISSN 0001-8708.